# André Grobéty
André Grobéty (22. juni 1933 i Geneve, Schweiz - 20. juli 2013) var en schweizisk fodboldspiller, der som forsvarer på Schweiz' landshold deltog ved både VM i 1962 i Chile og VM i 1966 i England. I alt spillede han 40 landskampe, hvori han scorede ét mål.
Grobéty spillede på klubplan for Servette FC og FC Lausanne-Sport i hjemlandet.